# Spudaeus orientalis
Spudaeus orientalis là một loài tò vò trong họ Ichneumonidae.